# StarCraft
StarCraft est une série de jeux vidéo de stratégie en temps réel développée et publiée par Blizzard Entertainment. StarCraft, le premier titre de la série, est publié en 1998 et a bénéficié de trois extensions officielles — Insurrection, Retribution et Brood War — seule la dernière ayant été développée par Blizzard Entertainment. Il a également bénéficié d'une suite, baptisée StarCraft II et publiée en 2010, dont la première extension, Heart of the Swarm, est sortie en 2013 et la seconde, Legacy of the Void, en 2015.
Les différents jeux de la série se déroulent dans un univers de science-fiction dans lequel la surpopulation de la Terre au XXIe siècle a conduit à l'exil des individus indésirables dans une zone lointaine de la Voie lactée appelée secteur Koprulu. La série débute en 2499 alors que les Terrans découvrent l'existence de deux races d’extraterrestres — les Protoss et les Zergs — avec lesquelles ils se disputent le contrôle du secteur.
Pour avoir introduit trois factions distinctes ayant chacune leurs propres unités et caractéristiques, il est considéré comme la référence du genre et comme un standard auquel tous les STR sont comparés. Il est également décrit comme un des meilleurs – voire le meilleur – jeux de stratégie en temps réel de tous les temps, la presse notant qu'à sa sortie, il a éclipsé la concurrence pourtant féroce de l'époque. Avec plus de onze millions de copies vendues, StarCraft est en effet le jeu de stratégie le plus vendu de tous les temps. Son mode multijoueur a été particulièrement populaire, notamment en Corée du Sud où de nombreux joueurs ont acquis le statut de professionnels et participent encore aujourd'hui à des compétitions dont les matchs sont retransmis à la télévision. Surfant sur ce succès, StarCraft II a rencontré un succès similaire en se vendant à plus de six millions d'exemplaires dans le monde et en s'imposant comme un titre majeur du sport électronique.

## Liste des jeux

### Jeux publiés
- 1998 : StarCraft sur Windows et Mac OS
- 1998 : Insurrection: Campaigns for StarCraft (extension développée par Aztech New Media) sur Windows
- 1998 : Retribution: Authorized Add-on for StarCraft (extension développée par Stardock) sur Windows
- 1998 : StarCraft: Brood War (extension) sur Windows et Mac OS
- 2000 : StarCraft 64 sur Nintendo 64
- 2010 : StarCraft 2: Wings of Liberty sur Windows et Mac OS
- 2013 : StarCraft 2: Heart of the Swarm (extension) sur Windows et Mac OS
- 2015 : StarCraft 2: Legacy of the Void (extension) sur Windows et Mac OS
- 2017 : StarCraft: Remastered sur Windows et Mac OS
- 2019 : StarCraft: Cartooned (extension) de StarCraft: Remastered sur Windows et Mac OS, en collaboration avec CarbotAnimations[1],[2]

### Jeu annulé
- StarCraft: Ghost (annulé)

## Trame

### Univers
StarCraft prend place dans un univers de science-fiction militaire créé par Chris Metzen et James Phinney pour Blizzard Entertainment. Dans ce monde, la surpopulation de la Terre au XXIe siècle a conduit le gouvernement international à exiler les individus indésirables, comme les criminels, les cyborgs ou les mutants, dans une zone de la Voie lactée appelée secteur Koprulu. Ces exilés fondent alors plusieurs gouvernements qui vont rapidement entrer en conflit les uns avec les autres. Une faction appelée la Confédération finit par émerger de ce marasme politique et parvient à prendre le contrôle du secteur, mais sa nature autoritaire et ses méthodes brutales conduisent à une forte opposition d’une faction rebelle, les Fils de Korhal. En décembre 2499, soit juste avant le début du jeu, une race extraterrestre disposant de technologies et de pouvoirs psychiques très avancés, les Protoss, entre en contact avec l’Humanité en détruisant une colonie de la Confédération sans avertissement préalable. Les Terrans ne tardent pas à découvrir qu’une autre race d’extraterrestres, les Zergs, est en train d’envahir plusieurs colonies et que les Protoss détruisent les planètes touchées par cette invasion de manière préventive,.

### Factions

#### Terran
Dans StarCraft, les Terrans représentent les descendants des humains ayant colonisé le secteur Koprulu. Bien qu'étant confrontés à l'invasion des Zergs et à l'arrivée des Protoss dans le secteur, ils restent divisés, la Confédération devant faire face à la révolte des Fils de Korhal d'Arcturus Mengsk. Celui-ci parvient néanmoins à unifier les Terrans dans un nouvel empire — le Dominion — mais doit alors faire face à la rébellion menée par Raynor ainsi qu'à l'arrivée de la flotte terrienne dans le secteur Koprulu. En plus de leur capacité à rapidement coloniser une planète pour en exploiter les ressources, les Terrans se caractérisent par l'efficacité de leur défense, par leur flexibilité et par la mobilité de leurs bâtiments et de leurs unités.

#### Protoss
Les Protoss sont une race extraterrestre originaire d'Aïur et disposant de technologies et de pouvoirs psychiques très avancés. La société Protoss — le Khalai — est construite autour d'un système de castes, les judicateurs constituant la caste dirigeante et les templiers constituant la caste des combattants. Les Protoss du Khalai partagent un lien psionic — le Khala — étant rejeté par une minorité d'individus, les templiers noirs. Considérés comme des hérétiques par le Khalai, ces derniers se sont exilés avant de trouver refuge sur la planète Shakuras. Considérés comme la race la plus avancée du jeu, ils se caractérisent par des troupes plus puissantes mais plus chères, les forçant à se focaliser sur la qualité de leurs unités plutôt que la quantité.

#### Zerg
L'essaim Zerg est une conscience collective constituée de différentes races d'extraterrestres ayant été assimilées au sein d'un génome commun. Les Zergs évoluent en s'appropriant le potentiel génétique d'autres races de l'univers, cette capacité d'évolution leur permettant de s'adapter et de lutter à armes égales avec les technologies avancées dont disposent les Terrans et les Protoss. Leur mode de reproduction leur donne également l'avantage en leur permettant de submerger leurs ennemis par le nombre. Les Zergs sont initialement dirigés par le maître-esprit, matérialisation de la conscience collective de l'essaim, par l'intermédiaire d'une chaîne de commandement incluant notamment les cérébrats capables de relayer ses ordres.

### Personnages

#### Jim Raynor
Jim Raynor est le personnage principal des campagnes Terran de Starcraft et de Starcraft II. Il commence sa carrière comme soldat de la Confédération avant de devenir hors-la-loi en compagnie d'un autre vétéran, Tychus Findlay. Après avoir été arrêté, Raynor devient marshall dans la colonie Terran de Mar Sara. Lors de l'invasion par les Zergs de cette dernière, il détruit des bâtiments confédérés infestés et est arrêté par les forces de la Confédération, et se trouve forcé de rejoindre Arcturus Mengsk et les Fils de Korhal.

#### Sarah Kerrigan
Sarah Kerrigan est le personnage principal des campagnes Zerg de Starcraft et de Starcraft II. Elle commence sa carrière comme assassin d'élite pour la Confédération avant de rejoindre les rangs des Fils de Khoral. Elle devient rapidement le bras droit d'Arcturus Mengsk mais au cours de la lutte contre la Confédération, celui-ci la trahit et l'abandonne face à une armée de Zerg. Infestée par ces derniers, Kerrigan devient un hybride entre Terran et Zerg au service du maître-esprit. Après la mort de ce dernier, elle retrouve sa liberté et prend alors le contrôle des armées Zerg.

#### Zeratul
Zeratul est un des personnages principaux des campagnes Protoss de Starcraft et de Starcraft II. C'est un templier noir, un assassin disposant de pouvoirs psioniques, originaire de la planète Shakuras où s'étaient installés ses ancêtres après avoir été exilés d'Aiur. Il est un des instigateurs, avec le templier Tassadar, de la réconciliation entre les Protoss du Khalai et les templiers noirs. Il aide en effet ce dernier lors de la guerre contre les Zergs en éliminant un premier cérébrat. Il aide ensuite les Protoss à fuir Aiur pour rejoindre Shakuras.

### Scénario

#### StarCraft
StarCraft débute alors que Jim Raynor tente de résister aux assauts des Zergs sur la colonie Terran de Mar Sara. Après avoir détruit des bâtiments confédérés infestés par les Zergs, il est arrêté par les forces de la Confédération et se trouve forcé de rejoindre les Fils de Korhal,. Avec son aide et celle de Sarah Kerrigan, Arcturus Mengsk utilise des émetteurs psi pour attirer les Zergs sur les planètes confédérées, sacrifiant notamment Kerrigan lors d'une mission sur Tarsonis, la capitale confédérée. Révolté par ses méthodes, Raynor déserte mais Mengsk parvient malgré tout à prendre le contrôle du secteur et à se proclamer empereur d'un nouvel empire, le Dominion,. Kerrigan n'est cependant pas morte, elle a été contaminée par les Zergs et est maintenant sous les ordres du maître-esprit. Aidé par le commandant Protoss Tassadar, le templier noir Zeratul parvient en effet à éliminer un cérébrat, ce qui désorganise les Zergs mais permet au maître-esprit de localiser le monde natal des Protoss, Aïur. Les Zergs lancent alors l’assaut contre Aïur et ne tardent pas à dominer la planète. Considérant sa coopération avec les templiers noirs comme une trahison, le Khalai démet Tassadar de ses fonctions, ce qui déclenche une guerre civile entre ses partisans et les forces gouvernementales. Lors de ces affrontements, les templiers noirs parviennent à éliminer deux cérébrats sur Aiur, gagnant ainsi la confiance du Khalai. À nouveau unifiés, les Protoss parviennent à percer les défenses du maître-esprit et à détruire son enveloppe extérieure. Tassadar combine alors son énergie psionique avec celle des templiers noirs et lance son vaisseau vers le maître-esprit, se sacrifiant ainsi pour le détruire,.

#### Brood War
À la suite de l’invasion d’Aïur, les Protoss évacuent la planète et se réfugient sur Shakuras, la planète des templiers noirs. Dans leur fuite, ils ont cependant été suivis par une partie des Zergs et pour s'en débarrasser, ils décident d'activer un ancien temple Xel'Naga, éradiquant ainsi les Zergs mais ravageant également Shakuras. Pendant ce temps, une flotte terrienne — commandée par l’amiral Gérard DuGalle et le vice-amiral Alexei Stukov — arrive dans le secteur Koprulu pour éliminer les Zergs et imposer un protectorat terrien. Avec l'aide de Samir Duran, ils s'emparent d'un émetteur psi avant de s'emparer de Korhal, la capitale du Dominion. Arcturus Mengsk parvient cependant à s'échapper et en le poursuivant, Stukov est éliminé par Duran qui se révèle être un traître à la solde de Kerrigan. L'amiral DuGalle attaque néanmoins la planète Char et prend le contrôle du nouveau maître-esprit grâce à l’émetteur psi. De son côté, Kerrigan a retrouvé une certaine liberté à la suite de la mort du premier maître-esprit et tente de prendre le contrôle des Zergs. S'alliant avec les Protoss puis les Terrans, elle parvient à éliminer les cérébrats restants et à détruire l'émetteur psi contrôlé par les terriens. Kerrigan trahit alors ses alliés en enlevant la matriarche des templiers noirs pour contraindre Zeratul à s’infiltrer sur Char et à détruire le maître-esprit. Celui-ci parvient à remplir sa mission, permettant à Kerrigan de retourner sur Char pour prendre le contrôle des Zergs avant d'affronter les Terriens, les Terrans et les Protoss qui se sont ligués contre elle. Les Zergs remportent néanmoins la victoire, la flotte Terrienne étant anéantie et Raynor, Mengsk et Artanis devant prendre la fuite.

#### StarCraftII
Après sa prise de contrôle des Zergs et malgré sa victoire, Sarah Kerrigan se contente de régner sur la planète Char, mettant fin aux affrontements entre les trois factions. Le secteur Koprulu se retrouve alors sous la coupe de l'empereur Arcturus Mengsk qui règne d'une main de fer sur les colonies Terrans et dont le seul adversaire est maintenant le rebelle Jim Raynor qui tente de renverser le Dominion. Quatre ans après la conclusion de la guerre, celui-ci se trouve sur la planète Mar Sara pour encourager la rébellion. Il y retrouve son ancien camarade Tychus Findlay qui lui propose de s’emparer d’un ancien artefact Xel’Naga pour les revendre à une mystérieuse fondation. C'est alors que les Zergs sortent de leur léthargie et envahissent Mar Sara, forçant Raynor à évacuer la planète à bord de son vaisseau. Lors de sa recherche des pièces de l'artefact, Raynor est contacté par le templier noir Zeratul qui lui fait entrevoir une prophétie concernant la création imminente d’un hybride entre Zerg et Protoss pouvant causer l’éradication de toute vie dans le secteur et que seule Kerrigan peut mettre fin à cette menace. Après avoir retrouvé toutes les pièces de l'artefact, Raynor rencontre son commanditaire — Valérian Mengsk, le fils de Mengsk — avec qui il s'allie pour attaquer les Zergs de la planète Char et rendre son humanité à Kerrigan en utilisant l’artefact. Après avoir débarqué sur Char, Raynor et ses troupes parviennent à repousser les Zergs puis à rendre sa forme humaine à Kerrigan. Tychus révèle alors être à la solde d’Arcturus Mengsk et tente d'assassiner Kerrigan, forçant Raynor à la défendre et à tuer son ancien camarade.

#### Heart of the Swarm
Après avoir retrouvé sa forme humaine, Sarah Kerrigan est enfermée par Valérian Mengsk dans un laboratoire spatial pour y subir des tests destinés à révéler ses pouvoirs. Lors d'une attaque du Dominion, et avec l'aide de Jim Raynor, elle parvient à s'enfuir mais Raynor est capturé par les forces d’Arcturus Mengsk. Déterminée à sauver son compagnon et à se venger, elle se rend sur Char pour reprendre le contrôle des Zergs puis sur la planète primitive Zerus où elle reprend sa forme d'hybride tout en conservant son libre arbitre. Elle parvient ensuite à sauver Raynor avant de se rendre dans un laboratoire du Dominion où sont produits les hybrides qu'elle redoute. Elle y rencontre Narud qui lui révèle être un serviteur d'un puissant Xel'Naga déchu nommé Amon, dont la venue est imminente. Après avoir tué Narud, Kerrigan se lance à l'assaut de Korhal et parvient finalement à renverser et à tuer l'empereur Arcturus Mengsk.

## Système de jeu
StarCraft est un jeu vidéo de stratégie en temps réel reprenant le concept du « récolter-construire-conquérir » popularisé par les séries Command and Conquer et Warcraft,. Bien qu’il ne révolutionne pas ce concept, il est généralement considéré comme une référence du genre pour avoir entre autres introduit trois races distinctes ayant chacune leurs propres unités et caractéristiques, rendant les mécanismes de jeu de chacune d’elles fondamentalement différents,.

## Développement

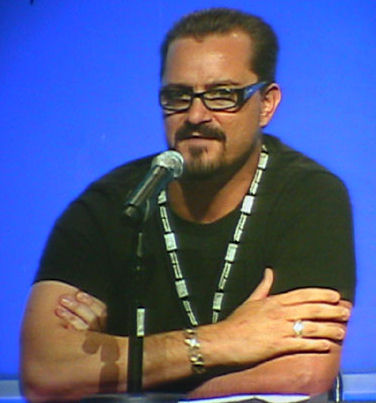
Chris Metzen, concepteur en chef de StarCraft.

### StarCraft
Blizzard Entertainment commence à réfléchir au développement de StarCraft en 1995, soit peu après la sortie de Warcraft II: Tides of Darkness et le début de développement de Diablo. Sous la pression de la société mère Davidson and Associates, Allen Adham, alors président de Blizzard, planifie une sortie en 1996 afin de pallier le vide laissé dans le planning de la société par l'annulation de Shattered Nations, un jeu de tactique au tour par tour dans le style de X-COM. Une première version de StarCraft, basée sur le moteur graphique de Warcraft II et programmée par Bob Fitch, fait ainsi son apparition lors de l’E3 de 1996. Celle-ci est mal accueillie par les critiques qui considèrent alors le jeu comme un simple Warcraft dans l’espace. Le jeu fait en effet pâle figure face à d'autres titres présentés lors du salon comme Dominion: Storm Over Gift 3, développé par Ion Storm, qui impressionne alors les développeurs de StarCraft. Cet échec pousse Blizzard Entertainment à retravailler entièrement le jeu et à se concentrer sur la création de trois différentes factions,. Un des producteurs du jeu, Bill Roper, explique alors que cela constituerait une approche très différente de celle des premiers Warcraft dans lesquels, comme aux échecs, les deux factions présentes étaient très similaires et que StarCraft, au contraire, permettrait aux joueurs de développer des stratégies uniques en fonction de la race jouée et de celle que le joueur affronte. Au début de 1997, Blizzard présente sa nouvelle version du jeu qui reçoit alors un accueil bien plus positif. Cependant, le jeu souffre encore de nombreuses difficultés techniques et Bob Fitch doit totalement reprogrammer le moteur de Warcraft II en à peine deux mois afin de permettre l’introduction de nouveaux éléments de jouabilité voulus par les concepteurs, comme la possibilité de s’enfouir sous terre pour les Zergs ou de se rendre invisible pour les Terrans. D’autres améliorations du moteur sont plus tard implémentées comme des sprites et des arrières plans pré-rendus élaborés sur 3D Studio Max. Une vue isométrique est également adoptée à la place de la perspective au 3⁄4 utilisée dans Warcraft II, des musiques de haute qualité sont incorporées au jeu et des acteurs professionnels sont embauchés pour réaliser les dialogues.

### L'échec deStarCraft: Ghost
Nihilistic Software commence le développement de StarCraft: Ghost en 2001. Le jeu devait à l’origine sortir sur les consoles de jeux Xbox, PlayStation 2 et GameCube fin 2003. L’annonce du jeu est saluée très positivement par la presse spécialisée. Mais la sortie est plusieurs fois repoussée, et fin 2004, Nihilistic Software arrête de travailler sur le projet. Blizzard Entertainment déclare alors que Nihilistic Software a terminé le travail pour lequel ils étaient sous contrat et que le jeu sortirait dans les temps. En juillet 2004, Blizzard Entertainment commence sa collaboration avec Swingin' Ape Studios pour le développement de StarCraft: Ghost puis rachète la compagnie en mai 2005. Malgré l’attente des journalistes pour le jeu,, StarCraft: Ghost est à nouveau retardé et sa sortie est repoussée à septembre 2005. Lors de l’Electronic Entertainment Expo de 2005, le jeu est officiellement annoncé pour la deuxième fois mais la version sur GameCube est annulée par Swingin' Ape Studios car la console est trop ancienne pour désormais accueillir le jeu. La sortie est à nouveau repoussée à 2006. Malgré les efforts Swingin' Ape Studios, StarCraft: Ghost n’est pas prêt à la date prévue et en mars 2006, Blizzard Entertainment annonce que le développement du jeu est indéfiniment suspendu. La compagnie déclare vouloir explorer de nouvelles options visant à exploiter les consoles de septième génération.

### StarCraftII
Le développement de StarCraft II a été annoncé le 19 mai 2007 au Blizzard Worldwide Invitational à Séoul en Corée du Sud,. Il a en réalité commencé dès 2003, peu après la sortie du jeu Warcraft 3: The Frozen Throne,. D’après le chargé de création Rob Pardo, le développement de StarCraft II prend du retard du fait de la création en parallèle du jeu World of Warcraft.

## Joueurs professionnels
- Seo Ji-soo (1985-)

## Ventes
Surfant sur le succès de ses prédécesseurs, StarCraft connaît dès sa sortie un important succès commercial. Il est ainsi le jeu vidéo sur PC le plus vendu en 1998 avec plus de 1,5 million de copies vendues dans le monde. Dans les dix années suivant sa sortie, le jeu s’écoule à plusieurs millions d’exemplaires dans le monde pour atteindre 11 millions de copies vendues - dont 4,5 millions pour la seule Corée du Sud - en 2009. StarCraft est ainsi le jeu de stratégie le plus vendu au monde et un des plus importants succès commerciaux de tous les temps sur PC, seules les franchises Sims et World of Warcraft s’étant mieux vendues sur ce support,.
Comme le premier épisode de la série, StarCraft II connaît un important succès commercial avec un million d'exemplaires vendus le jour de sa sortie, et plus de trois millions d'exemplaires vendus en un mois,. D'après Blizzard Entertainment, le jeu s'est vendu à quatre millions et demi d'exemplaires en 2010, et fin 2012 il jeu dépasse les six millions de copies vendues. Sa première extension, Heart of the Swarm, dépasse elle le million d'exemplaires vendus deux jours seulement après sa sortie, tandis que la seconde extension, Legacy of the Void, dépasse ce même total en 24 heures.

## Postérité

### Impact culturel
StarCraft est généralement considéré comme étant la référence du genre et comme un standard auquel tous les jeux de stratégie en temps réel sont comparés. Il est également décrit comme un des meilleurs – voire le meilleur – jeux de stratégie en temps réel de tous les temps,. De nombreux journalistes spécialisés considèrent qu'il a contribué, avec Age of Empires et Total Annihilation, à propulser le genre à un nouveau sommet de popularité,. Certains journalistes notent d'ailleurs qu’à sa sortie, StarCraft a éclipsé la concurrence, pourtant féroce, de l’époque. Le succès de son mode multijoueur a permis à la plate-forme de jeu en ligne Battle.net de s’établir comme l'une des plus utilisées du genre, sa fréquentation ayant augmenté de plus de 800 % entre la sortie du jeu et février 1999. Ce succès inédit a entraîné le développement de véritables circuits de compétition professionnelle – notamment en Corée du Sud - dans lesquelles les meilleurs joueurs s’affrontent pour d’impressionnantes récompenses,. La popularité du jeu lui a permis d’être à l’affiche des World Cyber Games de 2001 à 2010 et de décrocher quatre records inscrits dans l’édition des joueurs du Livre Guinness des records de 2008 dont ceux du jeu de stratégie le plus vendu de tous les temps, du plus haut revenu pour un joueur professionnel de jeux vidéo et du plus grand nombre de spectateurs lors d’une compétition de jeux vidéo lorsque 120 000 personnes assistèrent à la finale de la SKY ProLeague à Pusan en Corée du Sud en 2005,.

### Impact économique
StarCraft est particulièrement populaire en Corée du Sud où les meilleurs joueurs s’affrontent dans des compétitions dont les matchs sont diffusés à la télévision. La popularité du jeu, notamment dans les PC bang, conduit dès décembre 1997 à l’organisation des premières compétitions professionnelles puis à la création de la première chaîne de télévision spécialisée dans le sport électronique, Ongamenet, en 1999. Les matchs de StarCraft rencontrent rapidement un important succès auprès du public, les matchs diffusés par Ongamenet attiraient par exemple entre 3  et   4 millions de téléspectateurs en première partie de soirée en 2007, contribuant à une perte de popularité des sports traditionnels. Ce succès permet aux meilleurs joueurs d’intégrer des équipes professionnelles sponsorisées par de grands groupes, comme Samsung ou SK Telecom, qui investissent plusieurs millions de dollars dans le secteur. Le pays comptait ainsi plus de 240 joueurs professionnels en 2006. Les plus célèbres, comme Lim Yo-Hwan et Lee Yun-Yeol, deviennent de véritables célébrités médiatiques, comparables aux sportifs ou aux acteurs, dont les fan clubs comptent plusieurs centaines de milliers de membres,. Ils décrochent ainsi d’importants contrats publicitaires leur rapportant parfois plus de 200 000 USD par an,. StarCraft est ainsi à l’origine de près de 70 % du chiffre d’affaires de l’e-sport sud-coréen, secteur qui pesait 112 millions de dollars en 2010,. Le jeu a eu un impact important sur le développement de l’industrie high-tech sud-coréenne, contribuant notamment à maintenir celle-ci à flot pendant la crise financière asiatique des années 2000. Il a également joué un rôle majeur dans le développement des cybercafés du pays, surnommés les « PC bang », leur nombre étant passé de 100 avant la sortie du jeu en 1998 à plus de 23 000 en 2001,.
Surfant sur le succès de son prédécesseur, StarCraft II s'impose rapidement comme un titre majeur du sport électronique. Ainsi, dès octobre 2010, Blizzard Entertainment s’associe avec le service de diffusion en flux GOM TV pour organiser une série de tournois professionnels en Corée du Sud baptisée Global StarCraft 2 League dont les matchs sont diffusés sur internet via GOM TV et dont les vainqueurs se partagent un prix de 199 600 000 wons (environ 130 000 euros),. Le jeu est également à l’affiche des principales compétitions internationales de sport électronique tels que la Major League Gaming, la Dreamhack, les World Cyber Games et l'Electronic Sports World Cup. 
À partir de 2012, Blizzard Entertainment organise son propre circuit de compétition baptisé StarCraft 2 World Championship Series dont la finale annuelle se déroule lors de la BlizzCon.

### Produits dérivés

#### Romans et nouvelles
- StarCraft: Revelations (1999) de Chris Metzen et Sam Moore, publié dans le magazine Amazing Stories
- StarCraft: Hybrid (2000) de Micky Neilson, publié dans le magazine Amazing Stories
- StarCraft: Uprising (2000) de Micky Neilson
- StarCraft: Liberty's Crusade (2001) de Jeff Grubb (traduction française : StarCraft: La Bataille de Liberty)
- StarCraft: Shadow of the Xel'Naga (2001) de Gabriel Mesta (traduction française : StarCraft: La Tempête)
- StarCraft: Speed of Darkness (2002) de Tracy Hickman (traduction française : StarCraft: Retour à Bountiful)
- StarCraft: Queen of Blades (2006) de Aaron S. Rosenberg (traduction française : StarCraft: La Reine des lames)
- StarCraft Ghost: Nova (2006) de Keith R.A. DeCandido (traduction française : StarCraft: Nova)
- StarCraft: The Dark Templar Saga (2007 - 2009) de Christie Golden (traduction française : StarCraft: La Saga du templier noir)
  - Firstborn (traduction française : StarCraft: Premiers-nés)
  - Shadow Hunters (traduction française : StarCraft: Chasseurs de l'ombre)
  - Twilight (traduction française : StarCraft: Crépuscule)
- StarCraft: I, Mengsk (2008) de Graham McNeill
- StarCraft II: Heaven's Devils (2010) de William C. Dietz (traduction française : Starcraft 2 : Les diables du ciel)
- StarCraft II: Devil's Due (2011) de Christie Golden (traduction française : Starcraft 2 : La Dette du diable)
- StarCraft Ghost: Spectres (2011) de Nate Kenyon
- StarCraft II: Flashpoint (2012) de Christie Golden (traduction française : Starcraft 2 : L'Embrasement)
- StarCraft: War Stories (2013) de Micky Neilson (traduction française : Starcraft: Récits de guerre)

#### Comics
- StarCraft: Frontline (2008) de Richard A. Knaak
- StarCraft: Ghost Academy (2010) de Keith R.A. DeCandido et David Gerrold

#### Jeux de société
- StarCraft: The Board Game (2007) publié par Fantasy Flight Games

#### Jeux de rôle
- StarCraft Adventures (2000), une campagne pour le jeu de rôle Alternity publié par TSR.